# 森川俊盛
森川 俊盛（もりかわ としもり）は、江戸時代中期の下総国生実藩の世嗣。

## 略歴
7代藩主・森川俊孝の長男として誕生。幼名は大之丞、判爾。
生実藩嫡子だったが、父が死去する直前（22日前）に死去したため家督を継ぐことはなかった。法名は高亮院靑巖秀雲。
代わって、分家から養子に迎えられた森川俊知が後を継ぎ、8代藩主となった。